# شريف عبد الرحيم
شريف عبد الرحيم بالإنجليزيه (Shareef Abdur-Rahim) ولد 11 ديسمبر 1976 هو لاعب كرة سلة أمريكي مسلم يلعب في دوري الرابطة الوطنية لكرة السلة من 1996 - 2008 :ما كان من ضمن لاعبي الفريق الأمريكي الوطني لكرة السلة الفائز بذهبية الألعاب الأولمبية في سيدني عام 2000

## البداية
ولد شريف عبد الرحيم لأبوين مسلمين من أصل أفريقي 11 ديسمبر 1976 في مدينة ميريتا بولاية جورجيا ترتيبه الثالث من أخوته الأثناعشر

## مسيرته الرياضية
درس في جامعة بدأت علاقته بدوري الرابطة الوطنية لكرة السلة موسم 1996 عندما تخرج من جامعة كاليفورنيا بركلي حيث اختير من فريق ممفيس غريزليس ولعب إلى موسم 2001 وانتقل إلى فريق أتلانتا هوكس وفي نهاية موسم 2004 قرر خوض تجربه احترافيه أخرى مع بورتلاند ترايل بلايزرز ولعب موسم واحد في موسم 2005 انتقل إلى سكرامنتو كينغز ولعب ثلاثة سنوات وفي عام 2008 أعلن شريف عبد الرحيم اعتزاله

## روابط خارجية
- شريف عبد الرحيم على موقع الاتحاد الدولي لكرة السلة (الإنجليزية)
- شريف عبد الرحيم على موقع إن بي أي (الإنجليزية)
- شريف عبد الرحيم على موقع سبورتس رفرنس (الإنجليزية)
- شريف عبد الرحيم على موقع كرة السلة الأوروبية.كوم (الإنجليزية)
- شريف عبد الرحيم على موقع كلية كرة السلة في سبورتس رفرنس.كوم (الإنجليزية)
- شريف عبد الرحيم على موقع ريلجم (الإنجليزية)
- شريف عبد الرحيم على موقع بروبوليرز (الإنجليزية)
- شريف عبد الرحيم على موقع سبورتس رفرنس (الإنجليزية)
- شريف عبد الرحيم على موقع سبورتس رفرنس (الإنجليزية)
- شريف عبد الرحيم على موقع أوليمبيديا (الإنجليزية)